# Microcharon alamiae
Microcharon alamiae là một loài chân đều trong họ Microparasellidae. Loài này được Boulanouar, Yacoubi-Khebiza, Boutin & Coineau miêu tả khoa học năm 1997.